# Querstreifen-Taggecko
Der Querstreifen-Taggecko (Phelsuma standingi) ist nach dem Großen Madagaskar-Taggecko (Phelsuma grandis) der zweitgrößte Taggecko und im Südwesten Madagaskars beheimatet. Er ist eng verwandt mit Phelsuma mutabilis.

## Merkmale
Die etwa gleich großen Männchen und Weibchen erreichen eine Kopf-Rumpf-Länge von 15 cm, eine Schwanzlänge von 11 bis 13 cm und ein Körpergewicht von etwa 75 g. Damit gilt der Querstreifen-Taggecko als weltweit zweitgrößte Art ihrer Gattung. Vom Habitus her sind die Männchen etwas massiger als die Weibchen. Die Zeichnung der Tiere ist variabel, und die Farbhelligkeit hängt von der jeweiligen Stimmung ab. Umso heller die Tiere werden, desto kontrastreicher hebt sich die Körperzeichnung ab. Die Körperfärbung selbst können Taggeckos nicht ändern. Der Name der Art kommt von den bei den Jungtieren viel deutlicher erkennbaren Querstreifen.
Besondere Merkmale der Querstreifen-Taggeckos sind die verhältnismäßig kleinen Nasorostralschuppen, die durch zwei weitere Schuppen getrennt liegen, und die für Geckos eher ungewöhnlichen Proportionen zwischen der Schnauzenlänge von 11 mm, dem Durchmesser der Augenhöhle von 5 bis 6 mm und der Länge der Linie zwischen Auge und Ohröffnung von 7 mm. Weitere dieser Merkmale sind die Größe und Anzahl der Kinnschuppen, die Körperbeschuppung sowie Form, Beschuppung und Segmentierung des Schwanzes.
Die Rostralschuppe ist oben mittig gespalten. Es sind neun obere und sieben untere Labialschuppen vorhanden. Zwischen den unteren sind acht paarweise Kinnschilde vorhanden, wobei die inneren Paare breiter sind. Die Kinnschuppe ist subpentagonal geformt. Die Nasenlöcher liegen zwischen der ersten oberen Labialschuppe, der Nasorostral-, Postnasal- und einer kleineren Schuppe hinten.
Die Körperschuppen der Querstreifen-Taggeckos sind glatt und weich, die lateralen sind etwa gleich groß wie die dorsalen. Der im Querschnitt oval geformte Schwanz ist nicht so breit wie der Rücken. Die Schwanzsegmente sind oberseitig mit sechs bis sieben Schuppenquerstreifen besetzt. Die Schwanzunterseite ist mit unregelmäßigen Schilden besetzt, weist aber in der Mitte eine leicht erkennbare Doppelreihe großer Schuppen auf.
Die Oberseite der adulten Querstreifen-Taggeckos ist smaragdgrün mit zahlreichen dunklen unregelmäßigen Querstreifen. Auf dem Kopf tragen sie dunkle Pünktchen, der Augenrand ist gelb bis grünlich. Der Rumpf ist oberseits asch- bis silbergrau gefärbt und unregelmäßig wurmähnlich gestreift, teilweise auch gesprenkelt. Die Unterseite ist weiß bis hellgrau, der Hals mit leichten blaugrauen Flecken. Der Schwanz ist blau bis türkis gefärbt.
Im Gegensatz zu anderen Taggeckos ist die Haut der Querstreifen-Taggeckos fester und damit nicht so schnell verletzbar.

## Verbreitung und Habitat

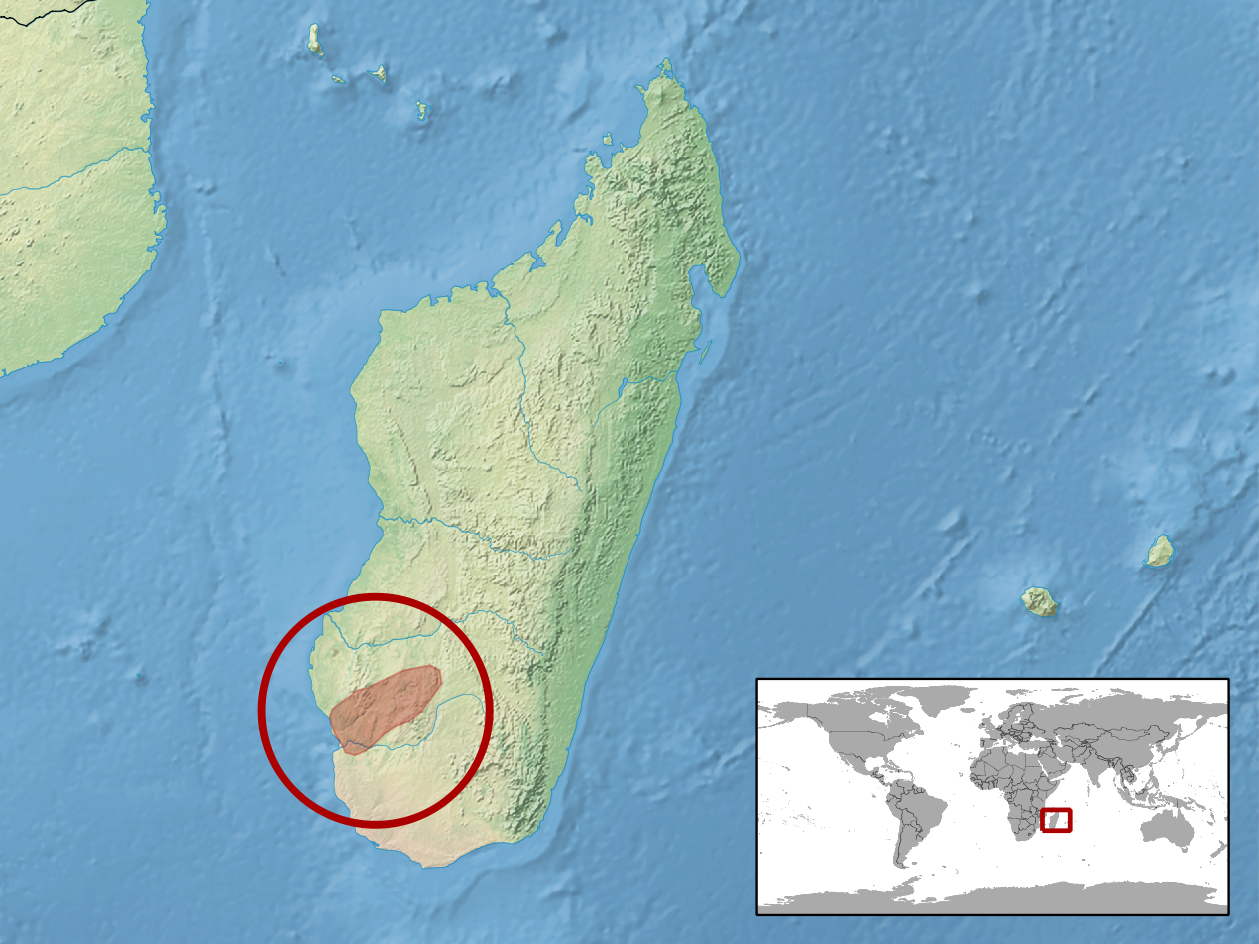
Verbreitungsgebiet
der Querstreifen-Taggeckos

Die Querstreifen-Taggeckos kommen als Endemit nur im Südwesten Madagaskars vor. Ihr Verbreitungsgebiet reicht vom Nationalpark Isalo westlich im Distrikt Ihosy über den Distrikt Sakahara bis in die Küstengebiete Toliaras.
Dort sind sie in Dornstrauchsavannen und laubabwerfenden Dornwäldern in der Regel paarweise oder allein an größeren Solitärbäumen wie Akazie, Tamarinde und Sterkulie zu finden. Seltener ist er auch in besiedelten Gebieten anzutreffen. Diese Zone zählt zu den heißesten und niederschlagsärmsten Madagaskars, hin und wieder kommt es sogar zu niederschlagsfreien Jahren.

## Verhalten und Ernährung
Die Querstreifen-Taggeckos sind weniger scheu, deutlich robuster und empfindlicher als andere Arten ihrer Gattung. Offenbar leben sie monogam; auch nach dem Tode des Partners verpaart sich das überlebende Tier nicht noch einmal. Gegenüber andere Geckoarten sind sie sehr aggressiv.
Hauptsächlich jagen sie in der Regenzeit Insekten wie Falter, Fliegen und Mücken, die sie sehr geschickt aus der Luft schnappen. Auch vor kleinen Geckos und weiteren Reptilien sowie Kleinstsäugern machen sie nicht halt. In der Trockenzeit müssen sie auch von ihren Fettreserven zehren. Selten beobachtet wurde, dass sie sich von Früchten und Nektar ernähren.
Während der Regenzeit Dezember bis März, der futterreichsten Zeit, paaren sich die Querstreifen-Taggeckos. Dabei zeigen sie die schönsten und kräftigsten Farben. Nach etwa sechs Wochen legen die Weibchen bis zu sechs Mal jeweils ein Paar Eier in dunkle Blattachseln. Nach etwa zwei Monaten schlüpfen die Jungtiere. Mit ihren leuchtend grünen Tigerstreifen sind sie offenbar vor Kannibalismus adulter Taggeckos ihrer Art geschützt. Diese Färbung verliert sich nach etwa acht bis zehn Monaten. Die Geschlechtsreife tritt mit knapp zwei Jahren ein.

## Terraristik

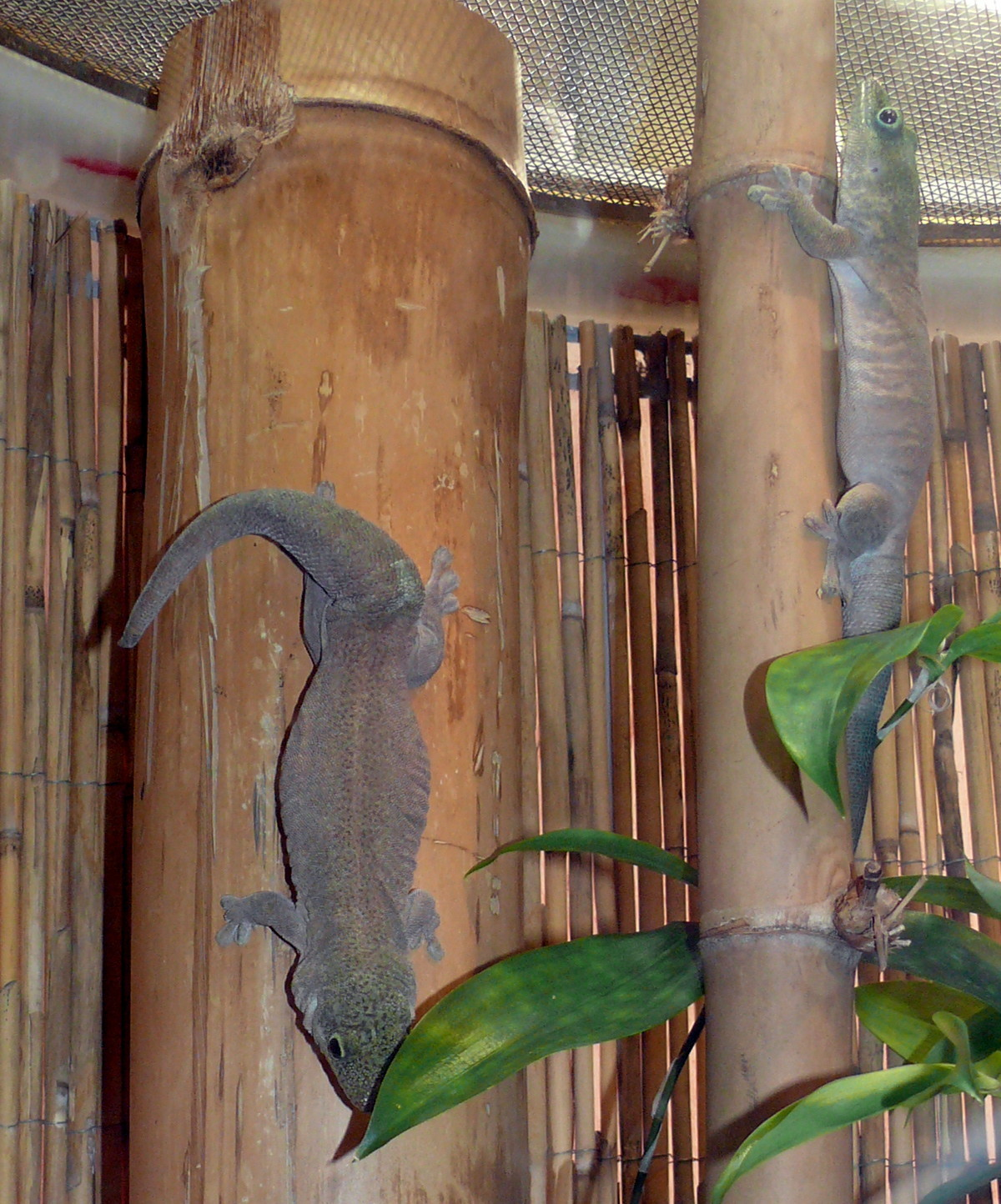
Querstreifen-Taggeckos
in einem Terrarium

Bei der Haltung, Nach- und Aufzucht sollten sich keine Probleme einstellen. Gegenüber Artgenossen sind Querstreifen-Taggeckos nicht besonders aggressiv, jedoch beim Versuch, die Tiere nach dem Verlust des Partners neu zu verpaaren, muss häufig damit gerechnet werden, dass es zu heftigen Beißereien bis zum Tode der Kontrahenten kommen kann. Auch andere Geckoarten können angegriffen und sogar gefressen werden.
Auf ein Reptiliengutachten des Bundesministeriums für Ernährung, Landwirtschaft und Forsten 1997 bezogen sollte für die Paarhaltung ein Terrarium von mindestens 80 cm in Länge und Breite und mindestens 120 cm Höhe verwendet werden, das in halbfeuchtem Klima mit Bogenhanfpflanzen und Bromeliengewächsen in Quarzsandboden bepflanzt wird. Da Geckos wechselwarme Tiere sind, ist die Anbringung von Wärme- und UV-Strahlern wichtig. Des Weiteren sollten Bambusrohre und senkrechte Äste mit grober Oberfläche zum Klettern sowie Wasser- und Kalkschälchen vorhanden sein.
Die Temperatur sollte tagsüber etwa 28 °C (nahe den Wärmestrahlern 10 °C mehr) und nachts 15 °C bis 20 °C betragen. Die relative Luftfeuchtigkeit sollte tagsüber bei 50 bis 65 % liegen und in der Nacht auf 80 % ansteigen. In Gefangenschaft können sie ein Alter von 28 Jahren erreichen.
Während der Paarungszeit setzt das Weibchen etwa alle vier Wochen ein zumeist paariges Gelege ab. Die Jungtiere schlüpfen bei 27 °C nach etwa zwei Monaten. Bis zur Geschlechtsreife im zweiten Jahr sind sie untereinander verträglich. Wahrscheinlich hält die markante Färbung der Jungtiere die Alttiere vom Kannibalismus ab. Bei den Männchen bilden sich ab dem 14. Lebensmonat die Duftstoffe produzierenden Präanofemoralporen, und der Analbereich färbt sich auffällig gelb.

## Gefährdung und Artenschutz
Durch Jagd, Anbau von nichtholzigen Kulturpflanzen, Viehzucht und Weidenutzung, Schlag- und Feuerrodung, Holzkohleproduktion und Brandschutzmaßnahmen werden die Querstreifen-Taggeckos in ihrem Lebensraum zurückgedrängt. Zusätzlich dazu sind durch den Tierhandel die freilebenden Bestände der Querstreifen-Taggeckos in den 1990er-Jahren zurückgegangen. Dabei wurden etwa 760 Tiere pro Jahr ausgeführt. Seit 2003 wurden keine Exporte mehr verzeichnet. Nach einer Beurteilung der International Union for Conservation of Nature im Jahre 2009 wurde die Art als gefährdet eingestuft.
Nach dem Washingtoner Artenschutzübereinkommen (Anhang II) ist ein kommerzieller Handel mit allen Arten der Gattung Taggeckos nach einer Unbedenklichkeitsprüfung des Ausfuhrstaates möglich. Dabei wird geprüft, ob der Handel den Fortbestand der Art gefährdet. Einzelne Tiere werden aber immer noch illegal gehandelt. Erhaltungsmaßnahmen wie die Einrichtung und das Management von Schutzgebieten sind erforderlich, um die Geschwindigkeit des Habitatsverlusts zu reduzieren, die derzeit innerhalb der Art Phelsuma standingi auftritt. Weitere Forschung und Überwachung der Populationsverteilung dieser Art und des Handels mit ihr sollten durchgeführt werden.

## Taxonomie und Nomenklatur
Im Jahre 1911 wurde der Querstreifen-Taggecko auf einer siebenmonatigen Sammelexpedition durch Madagaskar von Baron Paul Ayshford Methuen (Transvaal Museum, Pretoria) und dem Zoologen John Hewitt (Albany Museum, Grahamstown) entdeckt und 1913 in den Annals Of The Transvaal Museum in dem Aufsatz On A Collection Of Reptiles From Madagascar Made During The Year 1911 dem Biologen, Mediziner und Paläontologen Herbert F. Standing aus Antananarivo zu Ehren als Phelsuma standingi erstbeschrieben.
Das Typusexemplar, ein Jungtier, wurde im südwestlichen Madagaskar im Wald am Fluss Onilahy zwischen den Ortschaften Maroamalona, Andranolaho und Tongobory gefunden und befindet sich heute noch im Transvaal Museum.